# Álvaro Corcuera
Álvaro Corcuera Martínez del Río (Ciudad de México, 22 de julio de 1957 - ibídem, 30 de junio de 2014) fue un sacerdote católico mexicano. Desde enero de 2005 hasta octubre de 2012 fue superior general de los Legionarios de Cristo.

## Biografía
Nació en la Ciudad de México, fue hijo de Pablo L. Corcuera García Pimentel y Ana Francisca Martínez del Río Fernández de Henestrosa.
Realizó sus estudios de primaria en el Instituto Cumbres y luego en el Irlandés de Ciudad de México.
En 1974 ingresó al movimiento Regnum Christi. Al año siguiente se consagró dentro de ese movimiento de apostolado y comenzó estudios de Ciencias de la Educación en la Universidad Anáhuac, carrera que concluyó en 1979. Ese mismo año entró al noviciado de los Legionarios de Cristo.
Estudió filosofía y teología en Roma en las universidades Gregoriana y Angelicum.
Fue ordenado diácono el 29 de junio de 1985 por monseñor Santos Abril y Castelló, en aquel entonces nuncio del papa en Bolivia. Ese mismo año fue ordenado sacerdote por el cardenal Eduardo Martínez Somalo. Luego se desempeñó como rector del centro de estudios que los Legionarios tienen en Roma y rector del Ateneo Pontificio Regina Apostolorum desde 1993 hasta el 2000.
Desde 2001 fue consultor de la Congregación para los obispos.
En 2005, durante el capítulo general de los Legionarios de Cristo, fue elegido como superior general de la congregación, sucediendo al padre Marcial Maciel Degollado ―fundador de la institución, quien estaba siendo juzgado por abuso sexual contra sus seminaristas―. En octubre de 2012, por motivos de salud, dejó de ejercer como superior general. El 6 de febrero de 2014 dejó definitivamente el cargo al ser confirmada la elección del P. Eduardo Robles Gil Orvañanos.
Falleció tras una larga lucha contra el cáncer cerebral. Sus restos mortales descansan en el Panteón Francés de la Piedad.